# جغنلو (تشالدران)
جغنلو (بالفارسية: جگنلو) هي قرية تقع في أذربيجان الغربية في إيران. يقدر عدد سكانها بـ 83 نسمة بحسب إحصاء 2016.